# Bacalar (comune)
Bacalar è una municipalità dello stato di Quintana Roo, nel Messico meridionale, con capoluogo la località omonima.
Conta 32.000 abitanti (2010) e ha una estensione di 7.161,1 km².